# گروه فرناک
گروه فرناک (انگلیسی: Furneaux Group) گروهی متشکل از حدود ۱۰۰ جزیره در پایان بخش شرقی تنگه باس است که در مابین ویکتوریا و تاسمانی واقع شده است